# Northrop Grumman

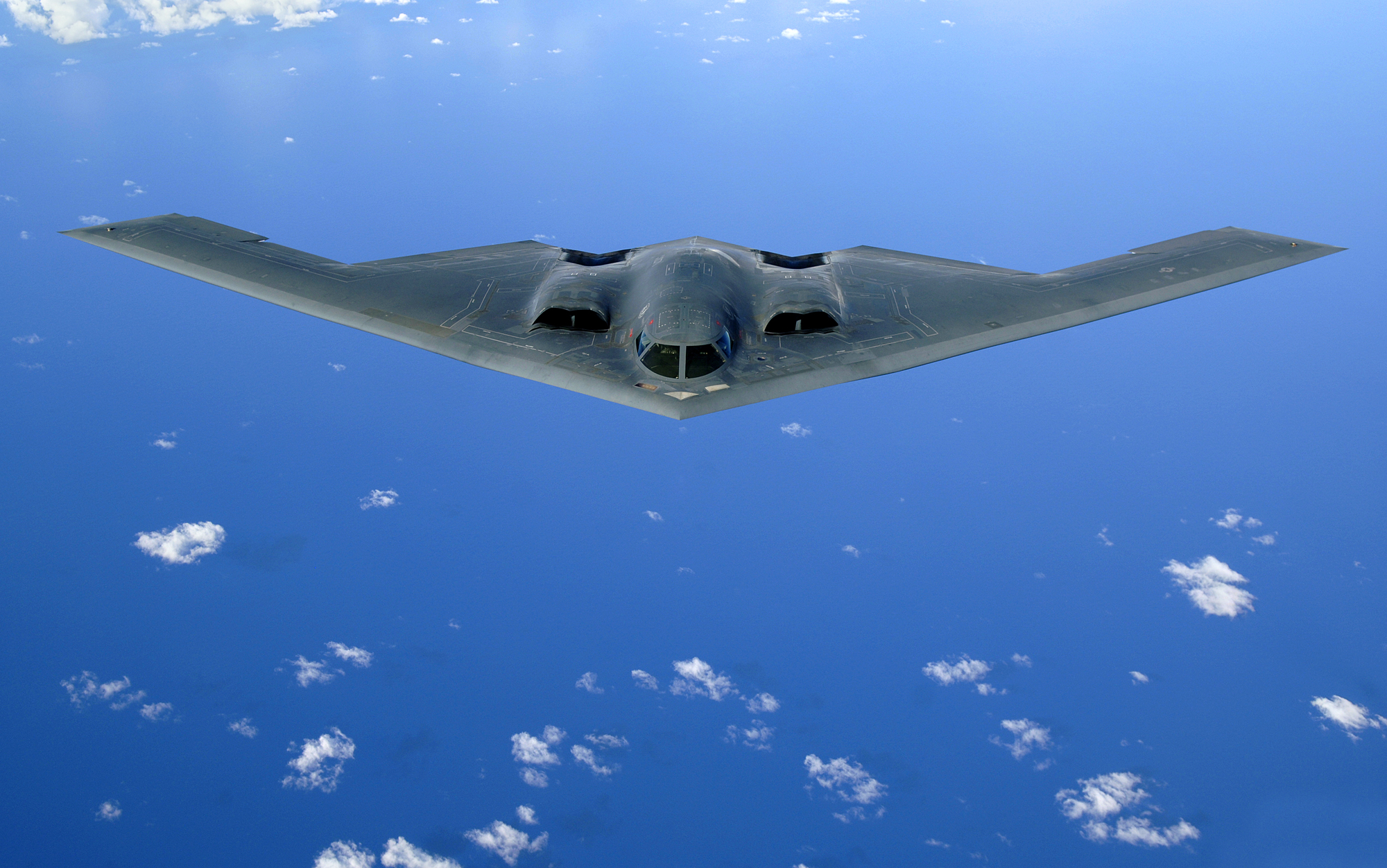
B-2 Spirit.

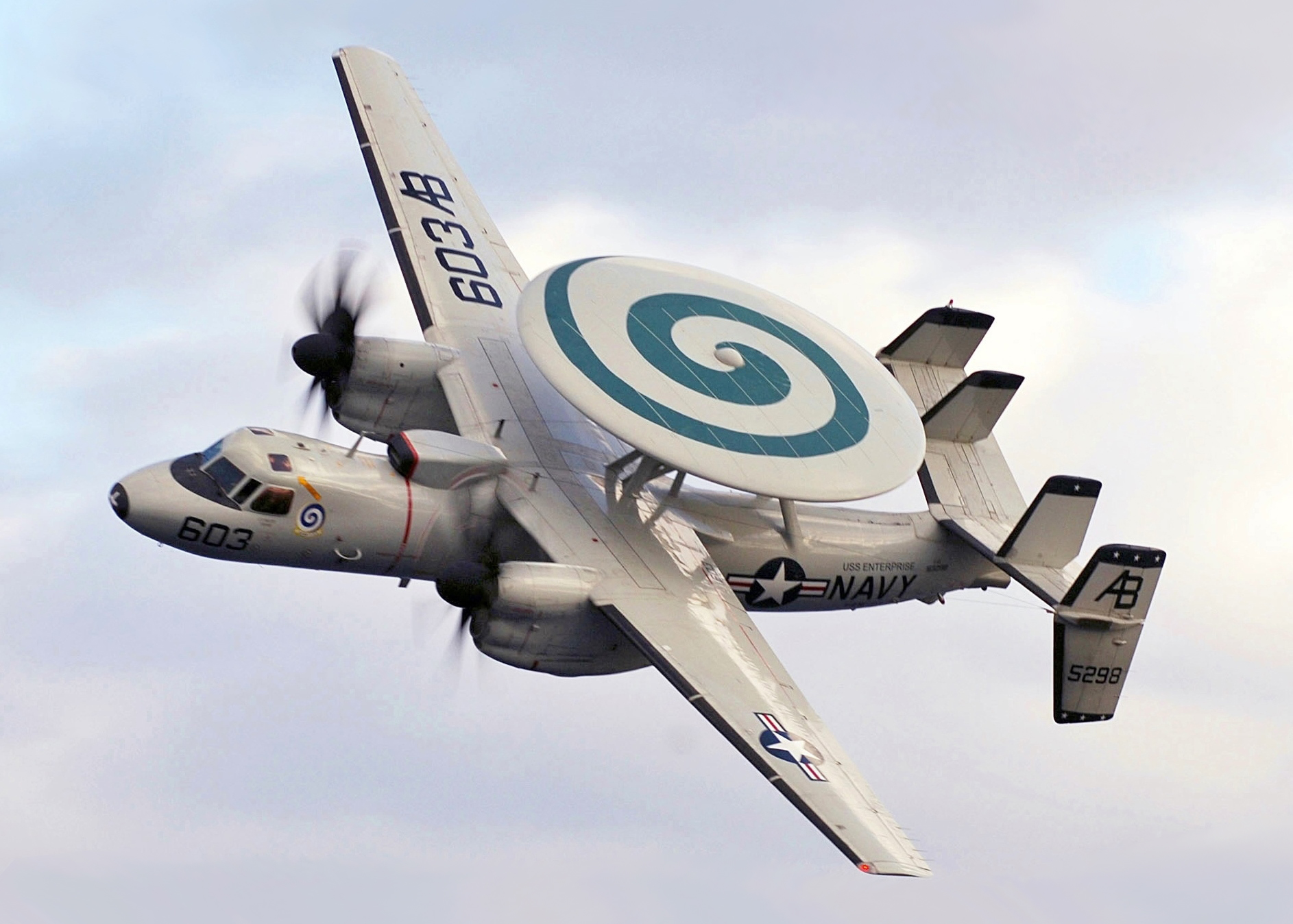
E-2 Hawkeye.

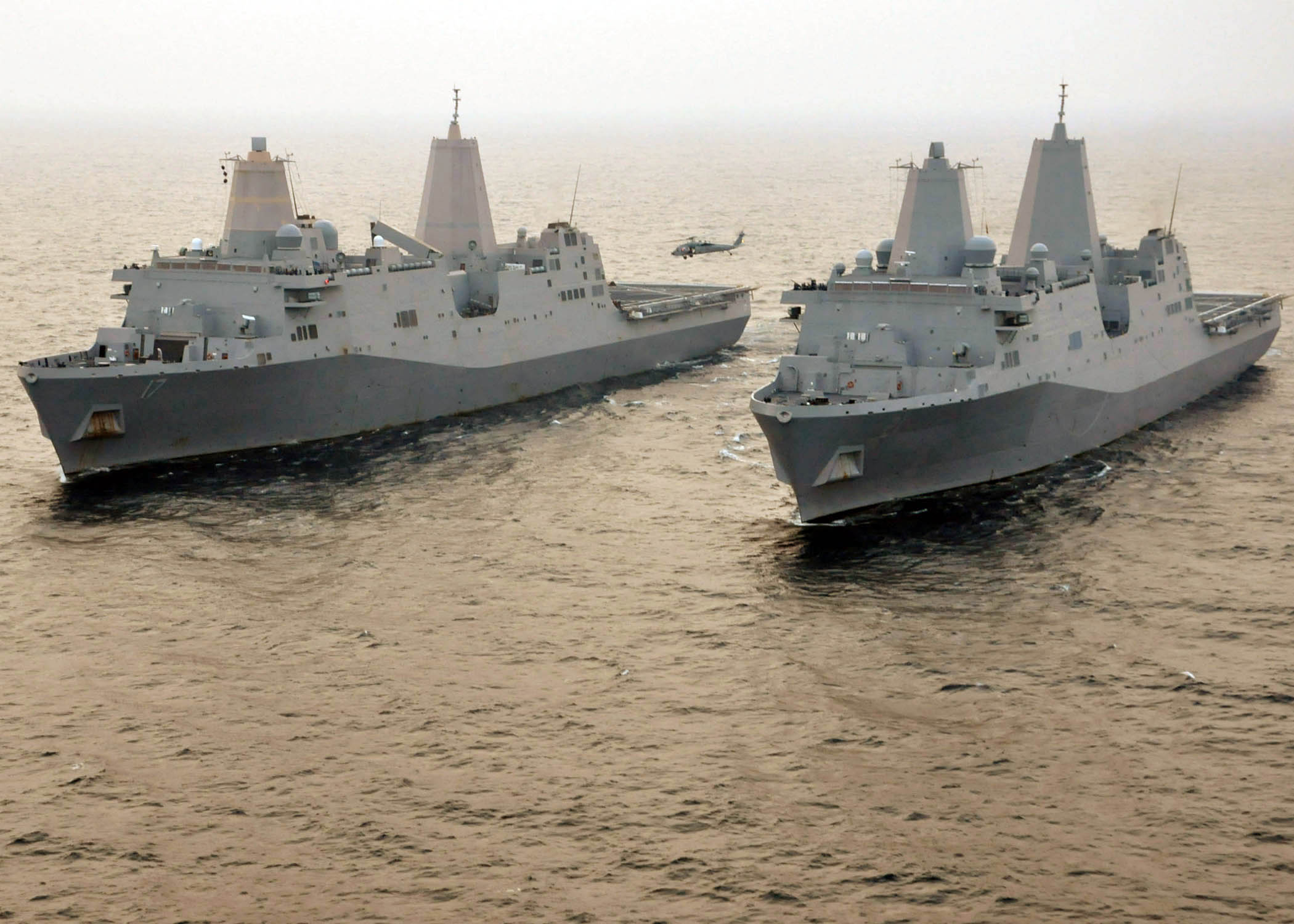
och.

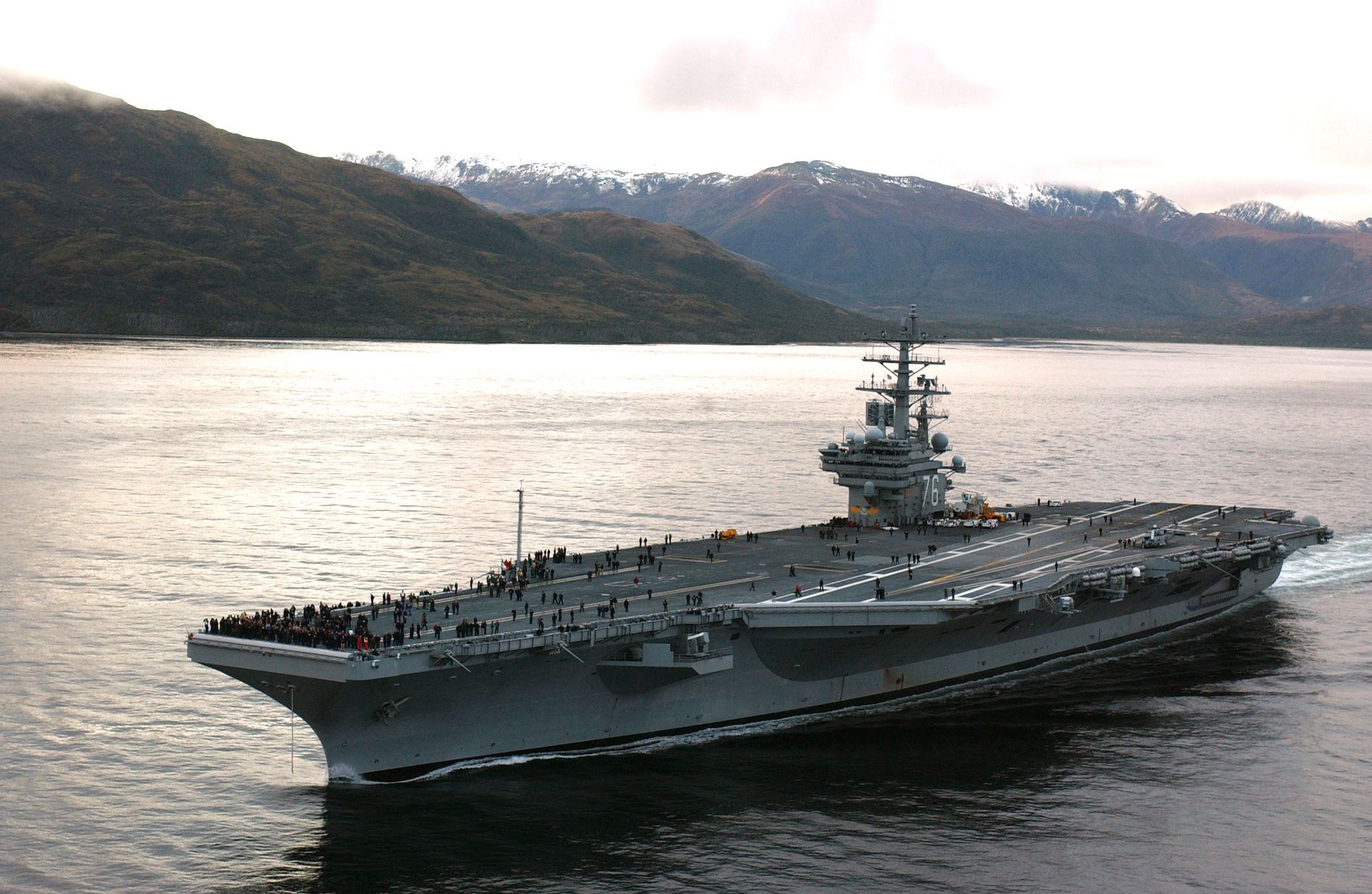
.

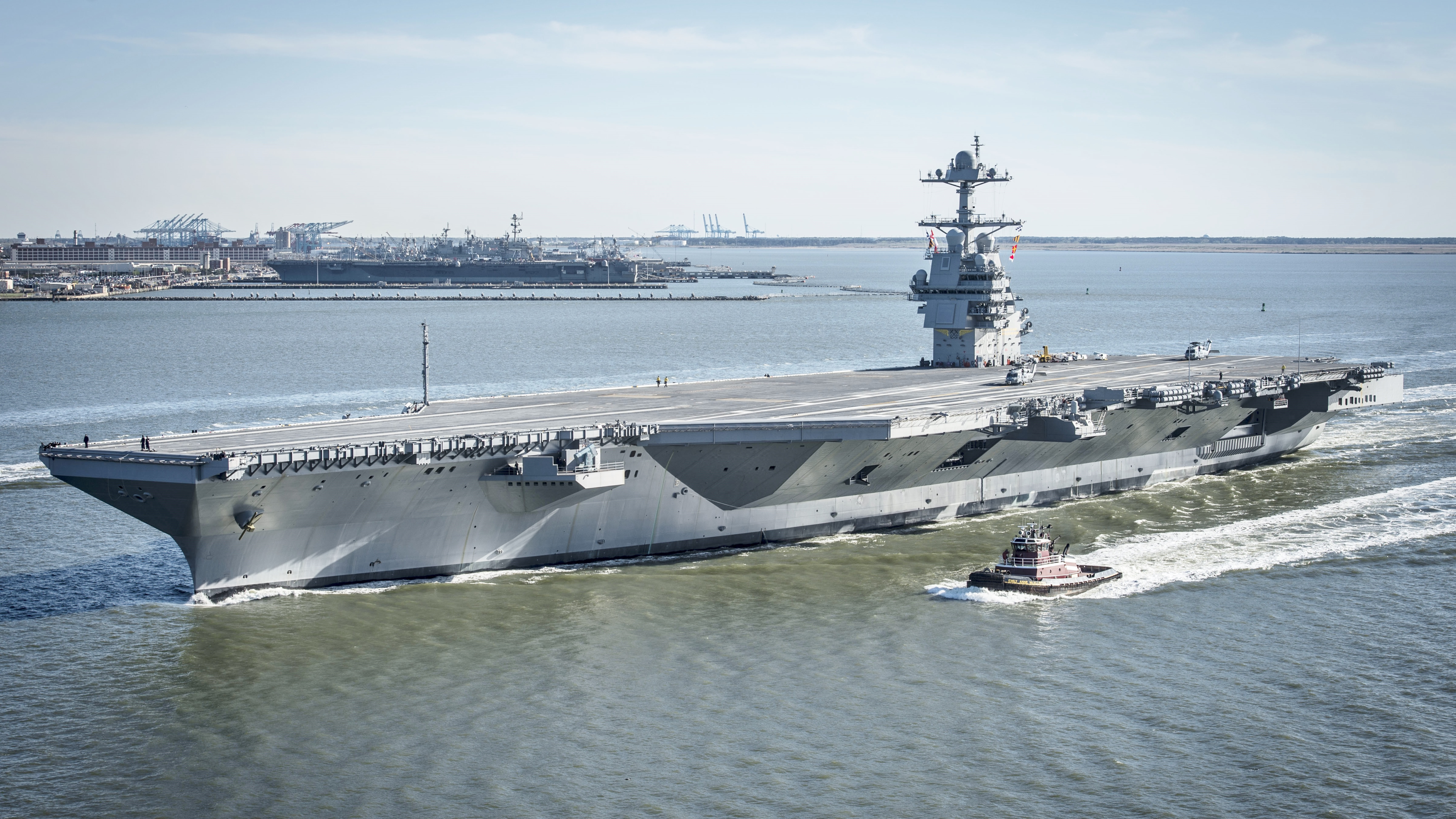
.

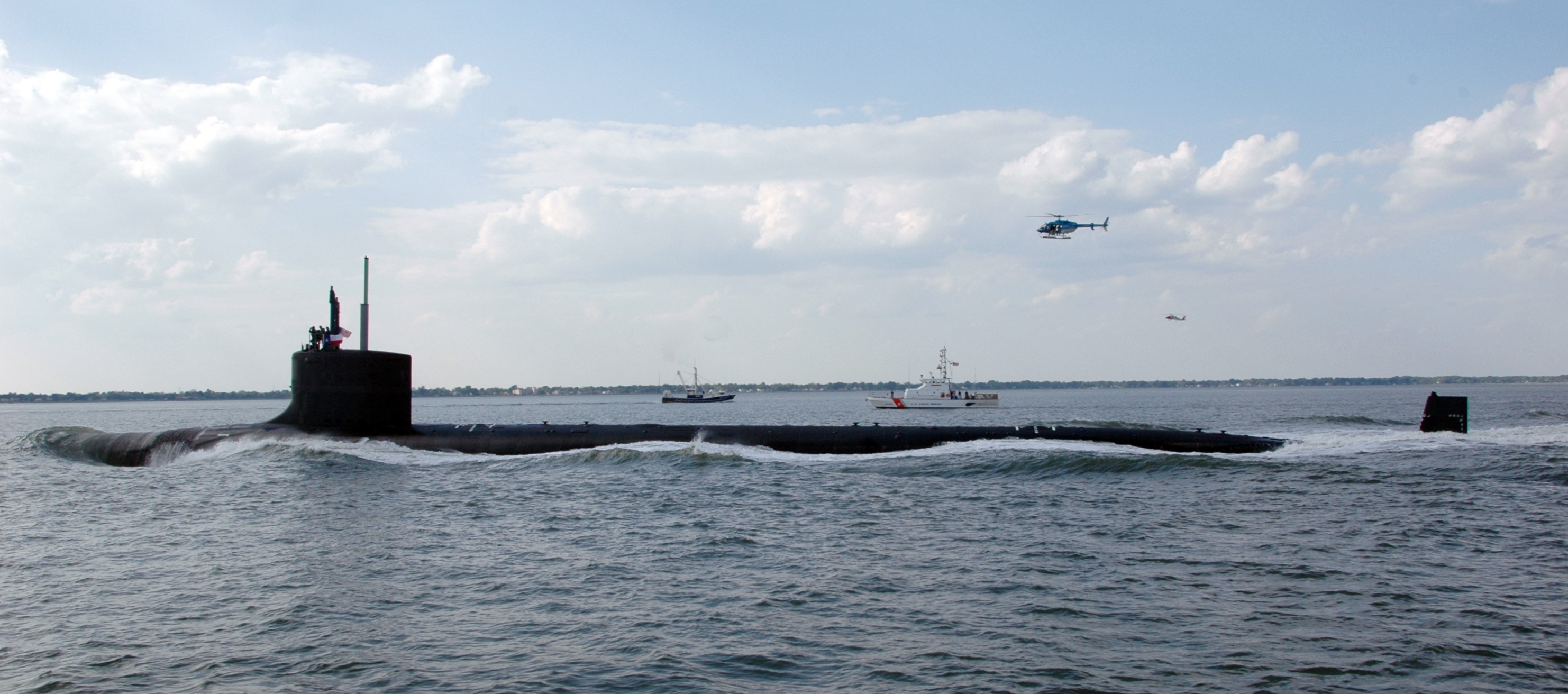
.

Northrop Grumman Corporation är ett amerikanskt företag inom försvars- och rymdfartsindustrin. År 2016 var Northrop Grumman världens sjätte största vapenleverantör.
De var världens största leverantör av örlogsfartyg mellan åren 2001 och 2011, då de ägde både Ingalls Shipbuilding och Newport News Shipbuilding, som därefter ingår i spinoff-bolaget Huntington Ingalls Industries.

## Historik
Northrop Grumman grundades 1994 av att försvarsleverantören Northrop Corporation köpte upp sin konkurrent Grumman Aircraft Engineering Corporation för 2,17 miljarder amerikanska dollar och bildade ett av världens största företag inom försvarsindustrin.

## Produkter
Urval av de produkter Northrop Grumman tillverkar/tillverkat:

### Flygplan
Bombplan
- B-2 Spirit
- B-21 Raider – Mellan 80 och 100 flygplan planeras bli producerade till en kostnad på minst $44-55 miljarder[6] och första flygplanet ska vara i drift 2025[7].

Stridsplan
- EA-6B Prowler

Övervakning
- E-2 Hawkeye
- E-8 Joint STARS
- RQ-4 Global Hawk

### Örlogsfartyg
Amfibiefartyg
- San Antonio-klass
  - USS San Antonio (LPD-17)
  - USS New Orleans (LPD-18)
  - USS Mesa Verde (LPD-19)
  - USS Green Bay (LPD-20)
  - USS New York (LPD-21)
  - USS San Diego (LPD-22)
  - USS Anchorage (LPD-23)
  - USS Arlington (LPD-24)
  - USS Somerset (LPD-25)

Hangarfartyg
- Nimitz-klass
  - USS Ronald Reagan (CVN-76)
  - USS George H.W. Bush (CVN-77)
- Gerald R. Ford-klass
  - USS Gerald R. Ford (CVN-78) – Togs i tjänst 2017[8] och ersatte då USS Enterprise (CVN-65)[9]. (Northrop var involverade i projektet mellan 2005[10] och den 31 mars 2011.)
  - USS John F. Kennedy (CVN-79) – Under konstruktion, planeras i tjänst 2024[11] för att ersätta USS Nimitz (CVN-68)[12]. (Northrop var involverade i projektet mellan den 15 januari 2009[13] och den 31 mars 2011.)

Ubåtar
- Virginia-klass
  - USS Texas (SSN-775)
  - USS North Carolina (SSN-777)
  - USS New Mexico (SSN-779)
  - USS California (SSN-781)
  - USS Minnesota (SSN-783)

### Övrigt
- AMASS – Radar
- C4ISTAR – Radar för luftvärn
- ARL – För övervakning över slagfält.
- MP-RTIP – Nästa generations flygradar.
- GBU-44/B Viper Strike – Precisionsstyrd bomb
- Mörkerseende glasögon

### Delar till andra tillverkares produkter
- Boeing
  - F/A-18 Hornet – Elektroniska komponenter
  - F/A-18E/F Super Hornet – Elektroniska komponenter
  - B-1 Lancer – Radarn AN/APQ-164
  - E-3 Sentry – Elektroniska system till AWACS.
- Lockheed Martin
  - F-16 Fighting Falcon – Radarn AN/APG-68 och AN/APG-80.
  - F-22 Raptor – Radarn AN/APG-77
  - F-35 Lightning II – AN/APG-81 Radar och AN/AAS-37 (Elektrooptiskt system).